# Lijst van nummer 1-albums in de Nederlandse Album Top 100 in 2001
Onderstaande albums stonden in 2001 op nummer 1 in de Nederlandse Album Top 100. De lijst werd samengesteld door Megacharts B.V..
| Nummer | Datum        | Artiest                       | Titel                           |
| ------ | ------------ | ----------------------------- | ------------------------------- |
| 443    | 6 januari    | Alessandro Safina             | Insieme A Te                    |
|        | 13 januari   | Alessandro Safina             | Insieme A Te                    |
|        | 20 januari   | Alessandro Safina             | Insieme A Te                    |
|        | 27 januari   | Alessandro Safina             | Insieme A Te                    |
|        | 3 februari   | Alessandro Safina             | Insieme A Te                    |
|        | 10 februari  | Alessandro Safina             | Insieme A Te                    |
|        | 17 februari  | Alessandro Safina             | Insieme A Te                    |
|        | 24 februari  | Alessandro Safina             | Insieme A Te                    |
|        | 3 maart      | Alessandro Safina             | Insieme A Te                    |
|        | 10 maart     | Alessandro Safina             | Insieme A Te                    |
| 441    | 17 maart     | U2                            | All That You Can't Leave Behind |
| 444    | 24 maart     | Anastacia                     | Not That Kind                   |
|        | 31 maart     | Anastacia                     | Not That Kind                   |
| 445    | 7 april      | Anouk                         | Lost Tracks                     |
|        | 14 april     | Anouk                         | Lost Tracks                     |
|        | 21 april     | Anouk                         | Lost Tracks                     |
|        | 28 april     | Anouk                         | Lost Tracks                     |
|        | 5 mei        | Anouk                         | Lost Tracks                     |
| 446    | 12 mei       | Destiny's Child               | Survivor                        |
|        | 19 mei       | Destiny's Child               | Survivor                        |
|        | 26 mei       | Destiny's Child               | Survivor                        |
| 447    | 2 juni       | K-otic                        | Bulletproof                     |
|        | 9 juni       | K-otic                        | Bulletproof                     |
|        | 16 juni      | K-otic                        | Bulletproof                     |
|        | 23 juni      | K-otic                        | Bulletproof                     |
|        | 30 juni      | K-otic                        | Bulletproof                     |
|        | 7 juli       | K-otic                        | Bulletproof                     |
|        | 14 juli      | K-otic                        | Bulletproof                     |
| 448    | 21 juli      | Soundtrack                    | Bridget Jones's Diary           |
| 449    | 28 juli      | Twarres                       | Stream                          |
|        | 4 augustus   | Twarres                       | Stream                          |
|        | 11 augustus  | Twarres                       | Stream                          |
| 450    | 18 augustus  | K3                            | Alle Kleuren                    |
|        | 25 augustus  | K3                            | Alle Kleuren                    |
|        | 1 september  | K3                            | Alle Kleuren                    |
|        | 8 september  | K3                            | Alle Kleuren                    |
| 451    | 15 september | Alicia Keys                   | Songs In A Minor                |
|        | 22 september | Alicia Keys                   | Songs In A Minor                |
| 452    | 29 september | Live                          | V                               |
|        | 6 oktober    | Live                          | V                               |
|        | 13 oktober   | Live                          | V                               |
|        | 20 oktober   | Live                          | V                               |
| 453    | 27 oktober   | Andrea Bocelli                | Cieli Di Toscane                |
|        | 3 november   | Andrea Bocelli                | Cieli Di Toscane                |
| 454    | 10 november  | Michael Jackson               | Invincible                      |
|        | 17 november  | Michael Jackson               | Invincible                      |
| 453    | 24 november  | Andrea Bocelli                | Cieli Di Toscane                |
| 455    | 1 december   | K3                            | Tele-Romeo                      |
|        | 8 december   | K3                            | Tele-Romeo                      |
| 456    | 15 december  | Anastacia                     | Freak Of Nature                 |
|        | 22 december  | Anastacia                     | Freak Of Nature                 |
|        | 29 december  | geen Album Top 100 verschenen |                                 |

Lijsten van nummer 1-albums in de Nederlandse Album Top 100

1969 ·
1970 ·
1971 ·
1972 ·
1973 ·
1974 ·
1975 ·
1976 ·
1977 ·
1978 ·
1979 ·
1980 ·
1981 ·
1982 ·
1983 ·
1984 ·
1985 ·
1986 ·
1987 ·
1988 ·
1989 ·
1990 ·
1991 ·
1992 ·
1993 ·
1994 ·
1995 ·
1996 ·
1997 ·
1998 ·
1999 ·
2000 ·
2001 ·
2002 ·
2003 ·
2004 ·
2005 ·
2006 ·
2007 ·
2008 ·
2009 ·
2010 ·
2011 ·
2012 ·
2013 ·
2014 ·
2015 ·
2016 ·
2017 ·
2018 ·
2019 ·
2020 ·
2021 ·
2022 ·
2023 ·
2024 ·
2025

Lijsten van nummer 1-albums van de Stichting Nederlandse Top 40

1969 ·
1970 ·
1971 ·
1972 ·
1973 ·
1974 ·
1975 ·
1976 ·
1977 ·
1978 ·
1979 ·
1980 ·
1981 ·
1982 ·
1983 ·
1984 ·
1985 ·
1986 ·
1987 ·
1988 ·
1989 ·
1990 ·
1991 ·
1992 ·
1993 ·
1994 ·
1995 ·
1996 ·
1997 ·
1998 ·
1999 ·
2011 ·
2012 ·
2013 ·
2014 ·
2015
- Nederland
- Vlaanderen